# 中村祐輝
中村 祐輝（なかむら ゆうき、1987年6月4日 - ）は、静岡県静岡市出身の元プロサッカー選手、実業家。

## 来歴

### 生い立ち
中学2年生時に清水エスパルスのジュニアユースに入団する（同級生には山本真希）も、ユースには昇格できずに静岡県立藤枝東高等学校に進学。2年時には全国高等学校サッカー選手権大会にも出場。赤星貴文は1年先輩にあたる。

### クラブ
卒業後は国士舘大学に進学。在学中にはアルゼンチンに留学し、同校卒業後にルーマニア2部リーグのCFRクライオバに入団。
2012年にはチェコ・ガンブリヌス・リガのFKヴィクトリア・ジジュコフに移籍。
保有権が同チームに残されたまま、スロバキア・2.リーガ（2部）のMSKリマフスカ・ソバタにレンタル移籍するも、サポーターからの人種差別の被害に合うトラブルに見舞われ、9月に帰国した。
2013年7月、FC岐阜へ移籍。2014年11月27日、FC岐阜の公式サイトで契約満了と発表された。
2015年1月7日、ジュビロ磐田へ移籍。磐田ではジェイや森島康仁の存在もあり、なかなかレギュラーを奪えないものの4月1日の栃木SC戦で移籍後初ゴールを挙げた。2016年8月28日に行われた天皇杯1回戦・FC岐阜SECOND戦でハットトリックを達成。同年11月10日に契約満了によりチームを退団する事が発表された。
2017年2月4日に現役引退を発表した。
現役引退後は家業の中央静岡ヤクルト販売に入社し、2024年5月27日付で同社の代表取締役社長に就任している。

## 所属クラブ
アマ経歴
- 清水エスパルスジュニアユース
- 静岡県立藤枝東高等学校
- 国士舘大学

プロ経歴
- 2010年 - 2011年  CFRクライオバ
- 2012年 - 同年9月  FKヴィクトリア・ジジュコフ
  - 2012年2月 - 同年7月  FK ボドゥバ モルダヴァ（期限付き移籍）
  - 2012年8月 - 同年9月  MSKリマフスカ・ソバタ（期限付き移籍）
- 2013年7月 - 2014年  FC岐阜
- 2015年 - 2016年  ジュビロ磐田

## 個人成績
| 国内大会個人成績 | 国内大会個人成績   | 国内大会個人成績 | 国内大会個人成績 | 国内大会個人成績               | 国内大会個人成績          | 国内大会個人成績 | 国内大会個人成績 | 国内大会個人成績 | 国内大会個人成績 | 国内大会個人成績 | 国内大会個人成績 |
| 年度             | クラブ             | 背番号           | リーグ           | リーグ戦                       | リーグ戦                  | リーグ杯         | リーグ杯         | オープン杯       | オープン杯       | 期間通算         | 期間通算         |
| 年度             | クラブ             | 背番号           | リーグ           | 出場                           | 得点                      | 出場             | 得点             | 出場             | 得点             | 出場             | 得点             |
| ルーマニア       | ルーマニア         | ルーマニア       | ルーマニア       | リーグ戦                       | リーグ戦                  | リーグ杯         | リーグ杯         | ルーマニア杯     | ルーマニア杯     | 期間通算         | 期間通算         |
| ---------------- | ------------------ | ---------------- | ---------------- | ------------------------------ | ------------------------- | ---------------- | ---------------- | ---------------- | ---------------- | ---------------- | ---------------- |
| 2010-11          | CFRクライオバ      |                  | セリエB          |                                |                           |                  |                  |                  |                  |                  |                  |
| チェコ           | チェコ             | チェコ           | チェコ           | リーグ戦                       | リーグ戦                  | リーグ杯         | リーグ杯         | オープン杯       | オープン杯       | 期間通算         | 期間通算         |
| 2011             | FKヴィクトリア     |                  | 2.リーガ         |                                |                           |                  |                  |                  |                  |                  |                  |
| スロバキア       | スロバキア         | スロバキア       | スロバキア       | リーグ戦                       | リーグ戦                  | リーグ杯         | リーグ杯         | オープン杯       | オープン杯       | 期間通算         | 期間通算         |
| 2012             | FKボドゥバ         |                  | 2.リーガ         | 4                              | 0                         |                  |                  |                  |                  |                  |                  |
| 2012             | リマフスカ・ソバタ |                  | 2.リーガ         | 6                              | 0                         |                  |                  |                  |                  |                  |                  |
| 日本             | 日本               | 日本             | 日本             | リーグ戦                       | リーグ戦                  | リーグ杯         | リーグ杯         | 天皇杯           | 天皇杯           | 期間通算         | 期間通算         |
| 2013             | 岐阜               | 30               | J2               | 9                              | 1                         | -                | -                | 0                | 0                | 9                | 1                |
| 2014             | 岐阜               | 32               | J2               | 1                              | 0                         | -                | -                | 1                | 0                | 2                | 0                |
| 2015             | 磐田               | 34               | J2               | 15                             | 1                         | -                | -                | 2                | 0                | 17               | 1                |
| 2016             | 磐田               | 34               | J1               | 0                              | 0                         | 2                | 0                | 3                | 4                | 5                | 4                |
| 通算             | ルーマニア         | ルーマニア       | セリエB          | \|\|\|\|\|\|\|\|\|\|\|\|\|\|   |                           |                  |                  |                  |                  |                  |                  |
| 通算             | チェコ             | チェコ           | 2.リーガ         | \|\|\|\|\|\|\|\|\|\|\|\|\|\|   |                           |                  |                  |                  |                  |                  |                  |
| 通算             | スロバキア         | スロバキア       | 2.リーガ         | 10                             | 0\|\|\|\|\|\|\|\|\|\|\|\| |                  |                  |                  |                  |                  |                  |
| 通算             | 日本               | 日本             | J1               | 0                              | 0                         | 2                | 0                | 3                | 4                | 5                | 4                |
| 通算             | 日本               | 日本             | J2               | 25                             | 2                         | -                | -                | 3                | 0                | 28               | 2                |
| 総通算           | 総通算             | 総通算           | 総通算           | \|\|\|\|\|\|\|\|\|\|\|\|\|\|\| |                           |                  |                  |                  |                  |                  |                  |

- Jリーグ初出場・初得点 - 2013年7月27日 J2第26節 ファジアーノ岡山FC (カンスタ)